# Château de Perrochel
Le château de Perrochel est un édifice situé sur le territoire de la commune de Saint-Aubin-de-Locquenay, en France.

## Localisation
Le monument est situé dans le département français de la Sarthe, à mi-chemin (1,6 km) entre les bourgs de Saint-Aubin-de-Locquenay et de Moitron-sur-Sarthe.

## Architecture
Les façades et les toitures sont inscrites au titre des monuments historiques depuis le 15 mai 1974.